# 전휴상
전휴상(全烋相, 1934년 1월 10일~1980년 6월 23일)은 대한민국의 정치인이다. 제5·6·7·8대 국회의원을 지냈다. 전라북도 진안군 출신이며, 본관은 천안이다.

## 학력
- 진안국민학교
- 전주북중학교
- 전주고등학교 문과 졸업
- 고려대학교 정경학부 정치과 졸업

## 경력
- 해동농림주식회사취체역
- 사단법인한국양묘협회장
- 제5대국회의원(무소속, 전북 진안군)
- 제6대국회의원(민주공화당, 전북 진안군·장수군·무주군)
- 제7대국회의원(민주공화당, 전북 진안군·장수군·무주군)
- 제8대국회의원(민주공화당, 전북 진안군)
- 민주공화당전북제5지구당위원장
- 민주공화당의원총회부총무
- 국회농림위원장
- 민주공화당원내부총무

## 역대 선거 결과
|  | 18.94% |

|  | 41.38% |

|  | 73.52% |

|  | 59.45% |

|  | 19.14% |